# Simon Phillips (pilote automobile)
Pour les articles homonymes, voir Simon Phillips et Phillips.
Pas d'image ? Cliquez ici
Simon Phillips, né le 21 août 1934 à Croydon et mort le 16 octobre 2013 à Londres est un pilote automobile britannique. Il compte notamment six participations aux 24 Heures du Mans. Son meilleur résultat est une septième place au classement général, obtenue lors de sa dernière participation, en 1982.

## Biographie
Sa carrière de pilote s'oriente dès 1976 vers l'endurance, où il pilote des Lola.
En 1982, il termine septième des 24 Heures du Mans, sur Nimrod NRA C2 (en),.
Après une pause qui dure près de douze ans au niveau international, Phillips reprend la compétition. Il est engagé par l'écurie RLR Msport pour participer à quelques manches du championnat Le Mans Series. Il pilote la MG-Lola EX265 en compagnie de Barry Gates et Rob Garofall,. La même année, il crée l'écurie Motionsport qui court en Speed Euro Series et en BRDC Formule 4.